# Dona llegint
Dona llegint és una pintura de Henri Matisse realitzada el 1894. Forma part de la col·lecció del Museu d'Art Modern de París.